# Gerhard Soff
Gerhard Soff (* 30. Dezember 1949 in Amöneburg; † 10. Dezember 2004 in Dresden) war ein deutscher theoretischer Physiker.
Soff erhielt 1972 sein Physik-Diplom an der Goethe-Universität Frankfurt (Ein Test nichtlinearer elektromagnetischer Feldtheorien in myonischen Atomen) und wurde 1976 an der Universität Frankfurt bei Walter Greiner promoviert (Elektron-Positron-Paarerzeugung im Schwerionenstoss). Danach war er an der Yale University, der Vanderbilt University und am Oak Ridge National Laboratory. 1978 bis 1980 war er Berater bei der Gesellschaft für Schwerionenforschung (GSI) in Darmstadt. Danach war er Heisenberg-Stipendiat und habilitierte sich (Elektronenanregung in überschweren Quasimolekülen). Ab 1985 war er als Theoretiker am GSI und außerdem Professor an der Universität Gießen. Außerdem arbeitete er in den 1980er-Jahren am National Bureau of Standards in Washington D. C. und der University of California, Santa Barbara und 1989/90 war er Gastprofessor an der University of Arizona. Außerdem hatte er ab 1986 eine Honorarprofessur in Frankfurt. Ab 1993 war er Professor an der TU Dresden.
Er befasste sich mit Atomphysik schwerer Ionen, verschiedenen theoretischen Problemen bei Schwerionenstößen (Coulombanregung, Spaltung, Bildung von Quasimolekülen u. a.) und Quantenelektrodynamik in starken Feldern (zum Beispiel Elektron-Positron-Paarerzeugung in Schwerionenstößen und QED-Effekte in starken Feldern in Schwerionen, zum Beispiel dem Lamb-Shift). Er arbeitete auch über Myon-katalysierte Fusion und theoretischer Biophysik (in Dresden).
1989 erhielt er den Röntgen-Preis.
Er war verheiratet und hatte zwei Kinder.

## Schriften
- mit H. Kalka Supersymmetrie, Teubner Verlag 1997